# Eldorado, Illinois
Eldorado là một thành phố thuộc quận Saline, tiểu bang Illinois, Hoa Kỳ. Năm 2010, dân số của thành phố này là 4122 người.

## Dân số
Dân số qua các năm:
- Năm 2000: 4534 người.
- Năm 2010: 4122 người.